# 艾伦·丝瓦罗·理查兹
艾伦·亨丽埃塔·丝瓦罗·理查兹（英語：Ellen Henrietta Swallow Richards，1842年12月3日—1911年3月30日）是一位19世纪美国的工业和环境化学家。她在卫生工程方面的开创性工作和在国内的科学实验研究，为新学科家政学奠定了基础, 使她成为家政学的创始人。她也是家政学运动的创始人，其特点是将科学应用到家庭，还首先使用化学来进行营养研究。
1862年理查兹从韦斯特福德学院（位于马萨诸塞州历史第二悠久的中学）毕业。后来她考上麻省理工学院，成为考上该校的第一位女性。1873年毕业后她成为了第一位女教授。理查兹夫人是美国第一位被科学技术类学校录取的女性，也是第一位获得化学学位的女性，1870年她从瓦萨学院获得化学学位。
理查兹是一位务实的女权主义者。她创立了生態女性主義，认为妇女在家庭中的工作是经济的一个重要方面。